# Рајт Сити (Мисури)
Рајт Сити (енгл. Wright City) град је у америчкој савезној држави Мисури.

## Демографија
По попису из 2010. године број становника је 3.119, што је 1.587 (103,6%) становника више него 2000. године.
| Група             | 2000.         | 2010.         |
| Белци             | 1.314 (85,8%) | 2.623 (84,1%) |
| Афроамериканци    | 96 (6,3%)     | 177 (5,7%)    |
| Азијати           | 1 (0,1%)      | 14 (0,4%)     |
| Хиспаноамериканци | 95 (6,2%)     | 224 (7,2%)    |
| Укупно            | 1.532         | 3.119         |